# Stary Bukowiec
Stary Bukowiec este o arie protejată (sit de importanță comunitară — SCI) din Polonia întinsă pe o suprafață de 308,39 ha, integral pe uscat.

## Localizare
Centrul sitului Stary Bukowiec este situat la coordonatele 54°01′18″N 18°03′49″E / 54.0217°N 18.0637°E.

## Înființare
Situl Stary Bukowiec a fost declarat sit de importanță comunitară în octombrie 2009 pentru a proteja 1 specie de animale.

## Biodiversitate
Situată în ecoregiunea continentală, aria protejată conține 2 habitate naturale: Lacuri și iazuri distrofice naturale, Mlaștini turboase de tranziție și turbării mișcătoare.
La baza desemnării sitului se află o specie protejată de  pești: Rhynchocypris percnurus.